# Kanton Casteljaloux
Kanton Casteljaloux (francouzsky Canton de Casteljaloux) je francouzský kanton v departementu Lot-et-Garonne v regionu Akvitánie. Tvoří ho sedm obcí.

## Obce kantonu
- Anzex
- Beauziac
- Casteljaloux
- Leyritz-Moncassin
- La Réunion
- Saint-Martin-Curton
- Villefranche-du-Queyran